# Alice-Medaille

Hessen Alice-Medaille in Bronze, Miniatur auf Originalband (OEK 897, Band# 214)

Die Alice-Medaille, offiziell Verdienstmedaille mit dem Bildnis der Großherzogin Alice, wurde am 25. April 1884 durch Großherzog Ludwig IV. von Hessen zur Erinnerung an seine am 14. Dezember 1878 verstorbene Ehefrau Großherzogin Alice von Hessen gestiftet. Es gab von der von dem Graveur Johann Adam Ries geschaffenen Medaille eine Ausführung in Silber und eine in Bronze. Mit der Auszeichnung konnten eng mit dem Hof verbundene Persönlichkeiten gewürdigt werden. Die Mehrzahl der Verleihungen erfolgte an Personen des Alice-Vereins.
Die runde Medaille zeigt das nach links gewandte Bildnis der Großherzogin mit der Umschrift ALICE GROSHERZOGIN VON HESSEN. Rückseitig, von einem Lorbeerkranz umschlossen, die zweizeilige Inschrift IN MEMORIAM.
Getragen wurde die Auszeichnung an einem weißen Band bzw. an einer Damenschleife mit einem breiten roten Mittel- und hellblauen Seitenstreifen auf der linken Brustseite.